# Al Masry
Al Masry (arabsky النادي المصري للألعاب الرياضية) je egyptský fotbalový klub hrající v egyptské Premier League. Založen byl v roce 1920 v Port Saidu. Al Masry, což znamená v arabštině „Egypťan“, vyhrálo celkem 22 pohárů. Klub je jedním z pěti egyptských klubů s největším počtem fanoušků. Své domácí zápasy hraje na stadionu Port Said Stadium, který má kapacitu pro 18 000 diváků.

## Historie
Klub byl založen v roce 1920, krátce po egyptské revoluci 1919. Oproti jiným týmům v Port Saidu, který byly plné cizinců, prosazovalo Al Masry národní identitu. Svojí zlatou éru klub prožil v letech 1932 až 1948. Během tohoto období vyhráli třikrát Pohár sultána Husajna a sedmnáctkrát v řadě Canal Zone League. Avšak největším klubovým úspěchem v historii je vítězství v Egyptském poháru v roce 1998, kdy ve finále porazili 4-3 Al Mokawloon Al Arab.
Al Masry je jedním ze zakládajících členů Egyptské Premier League, která vznikla v roce 1948. Od té doby chyběli v lize pouze dvě sezony, což z nich v této statistice dělá třetí nejúspěšnější tým za káhirskými celky Al-Ahly a Zamalkem. Al Masry se stalo profesionálním týmem v roce 1983. Rovněž se stali jedním z prvních týmů, kteří do svých řad koupili cizince. Jednalo se o íránské fotbalisty Porta Kasíma a Abd al-Ridu, kteří dovedli Al Masry během jedné sezony do finále Egyptského poháru, kde však podlehli 1-3 Al-Ahly.
Během sezony 2011/12 došlo na jejich stadionu v Port Saidu k neštěstí, při němž během utkání s Al Ahly zemřelo 79 lidí a přes ticíc jich bylo zraněno. V důsledku tohoto incidentu, byl celý ročník Egyptské Premier League a Egyptského poháru zrušen.

## Ocenění
- Egyptský pohár: 1x

1998
- Pohár sultána Husajna: 3x

1933, 1934, 1937
- Canal Zone League: 17x

1932, 1933, 1934, 1935, 1936, 1937, 1938, 1939, 1940, 1941, 1942, 1943, 1944, 1945, 1946, 1947, 1948

## Účast v soutěžích CAF
- Poháru vítězů pohárů afrických zemí: 1x

1999 (Semifinále)
- Konfederační pohár CAF: 1x

2002 (Semifinále)

## Významní hráči
- Hossam Hassan
- Mohamed Shawky
- Mohamed Zidan
- Razak Pimpong
- Ebrahim Ghasempour